# 상주 북장사 목조경장
상주 북장사 목조경장(尙州 北長寺 木造經欌)은 대한민국 경상북도 상주시 내서면 북장사에 있는 목조경장이다. 2018년 12월 20일 경상북도의 유형문화재 제523호로 지정되었다.

## 개요
상주 <북장사 목조 경장>은 내부에 경전을 보관하는 시설로서 두점이 한 쌍으로 제작되었으며 모양과 형식은 같으나 정면 문의 문양이 모란과 연화문으로 차이점이 있다. 경장은 현전하는 예가 많지 않아 양식상으로 연대를 추정하기가 쉽지 않다. 그러나 기년작인 1630년 조성 <대둔사 경장>과 비교했을 때 규모나 조형성이 떨어지지 않는 것과 경장과 함께 봉안되었을 것으로 추정되는 <북장사 극락보전 아미타여래삼존좌상이> 1676년에 제작된 점을 고려하면 17세기에 조성된 것으로 추정된다. 차후 사찰 목조 경장에 대한 정밀조사 및 연구가 필요할 것으로 생각되며 상주 <북장사 목조 경장>이 비록 제작연대는 없지만 조선후기 북장사의 역사를 전해주는 중요한 문화재일 뿐만 아니라 조선후기 상주의 불교문화를 보여주는 문화유산으로서 그 가치가 매우 크다. 원래 북장사 극락보전에 모셔져 있었으며 현재는 직지성보박물관에 위탁 보관되어 있다.

## 지정 사유
이 경장(經欌)은 상주 북장사 극락보전에 봉안되었던 목조경장인데, 현재는 직지사 성보박물관에 위탁 보관되어 있다. 경장은 경전을 봉안하는 시설로서, 북장사 목조경장 2점은 크기와 형태는 비슷하지만 모란문과 연화문이 각기 장식되어 있어 차이를 보인다. 현재 국내에 현존하는 것이 많지 않아 희소성에서 중요한 가치를 지닌다.
정확한 제작연대를 알 수 없고, 후대의 가채(加採) 및 부재 교체 등 아쉬운 점이 있지만, 희소성과 더불어 조선시대 목공예 연구의 귀중한 학술적 가치를 지닌 작품이라 판단되므로 유형문화재로 지정한다.

## 참고 문헌
- 상주 북장사 목조경장 - 국가유산청 국가유산포털